# Hohenbusch (Gangelt)

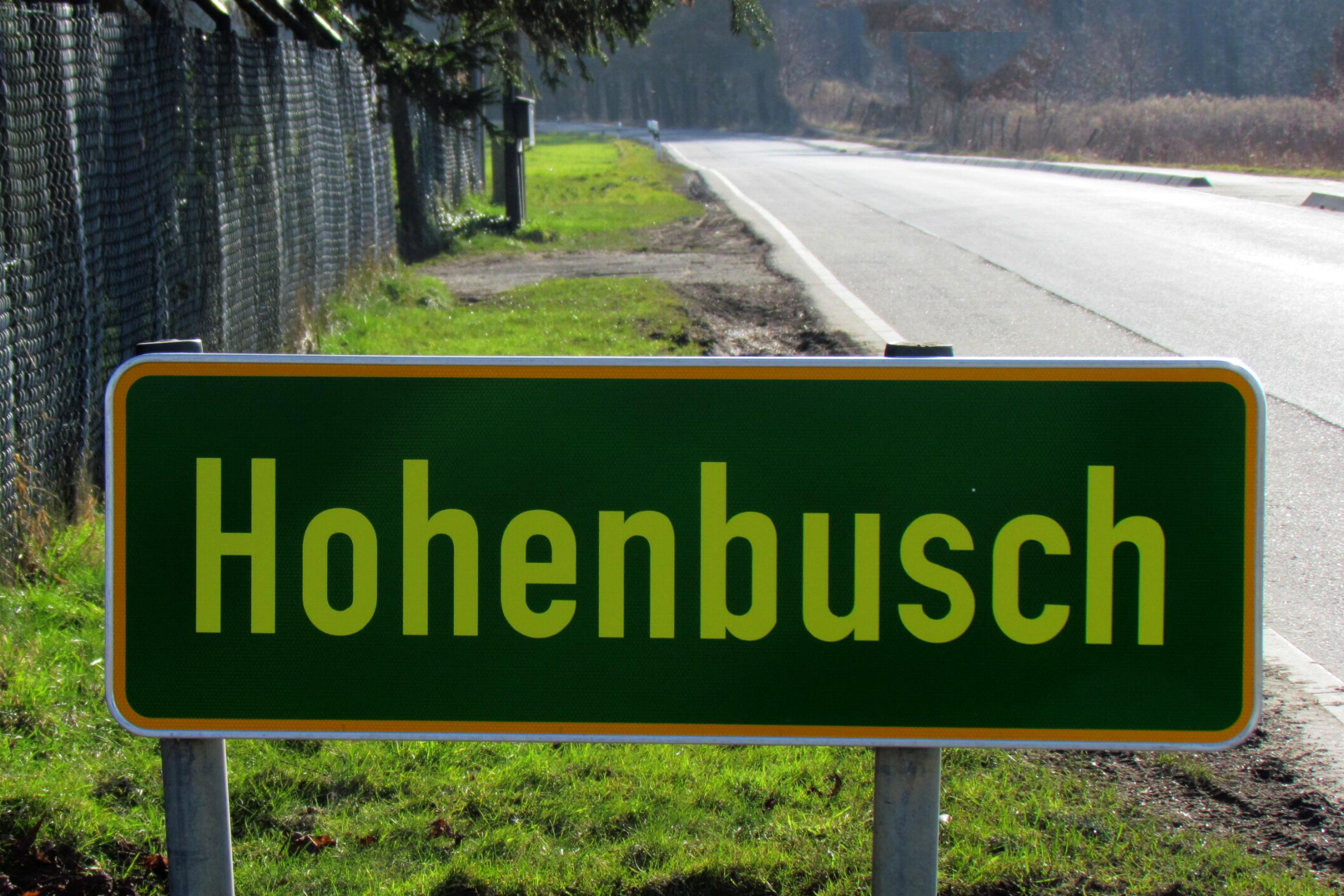
Ortshinweistafel

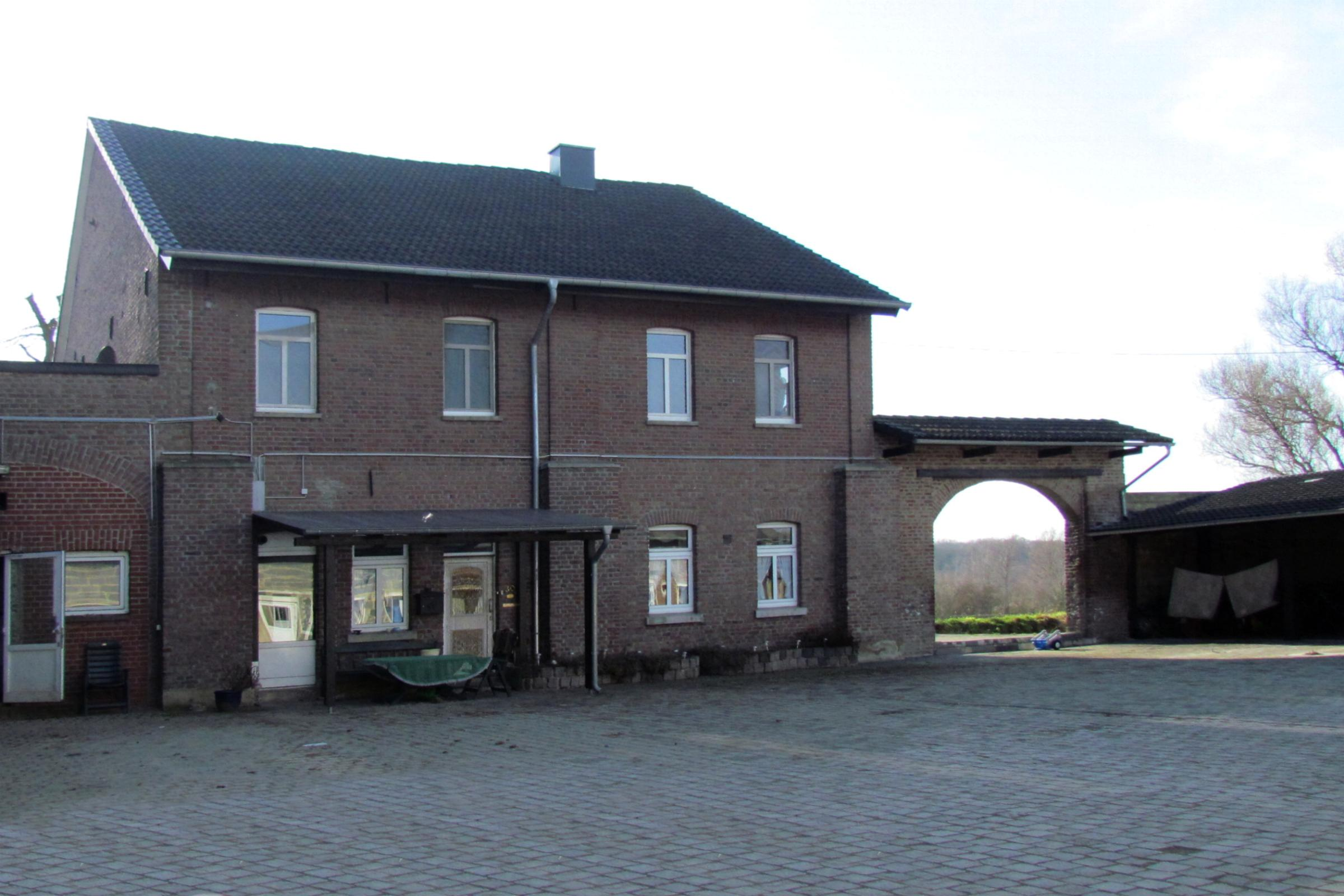
Hofansicht Katharinenhof

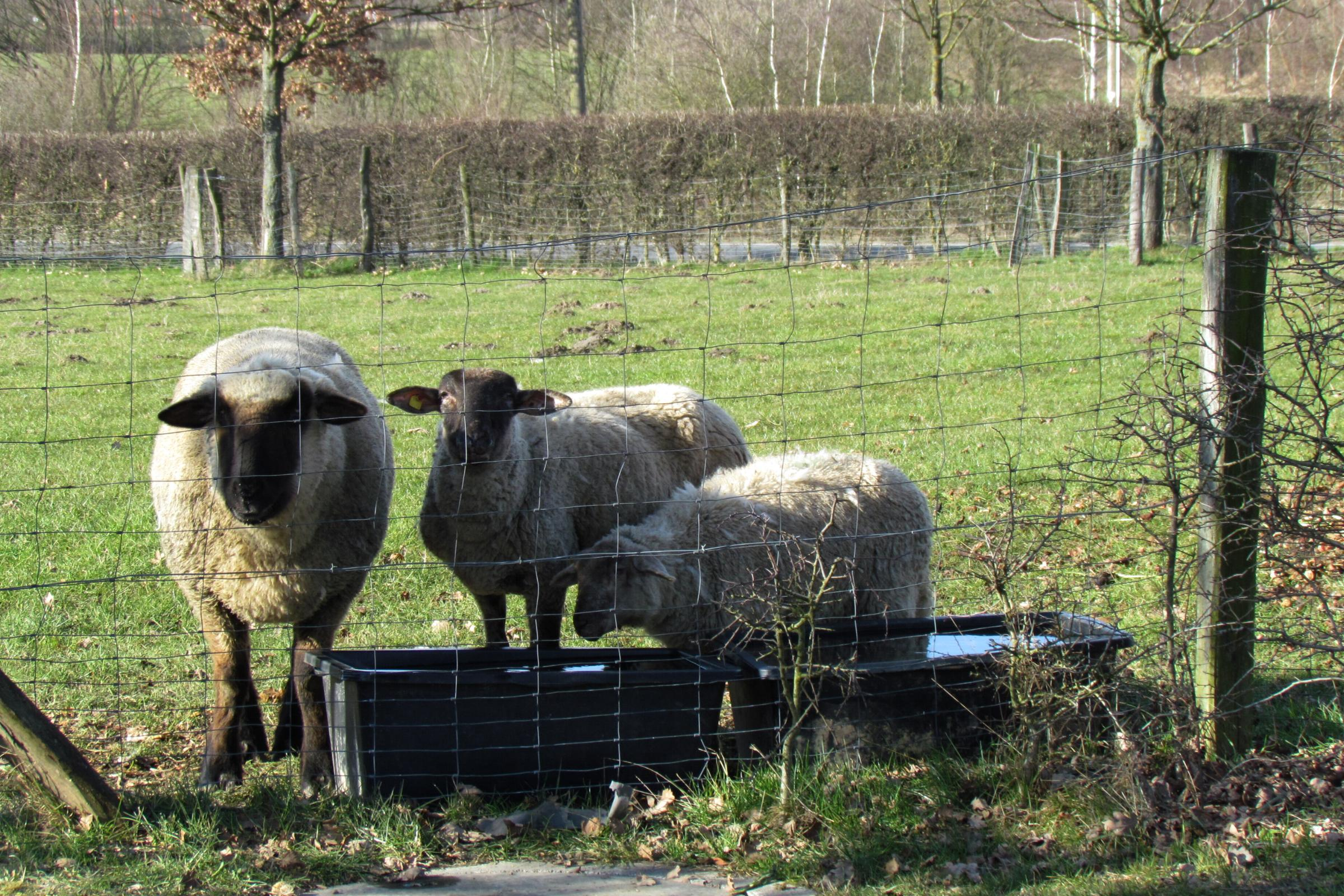
Zaungäste in Hohenbusch

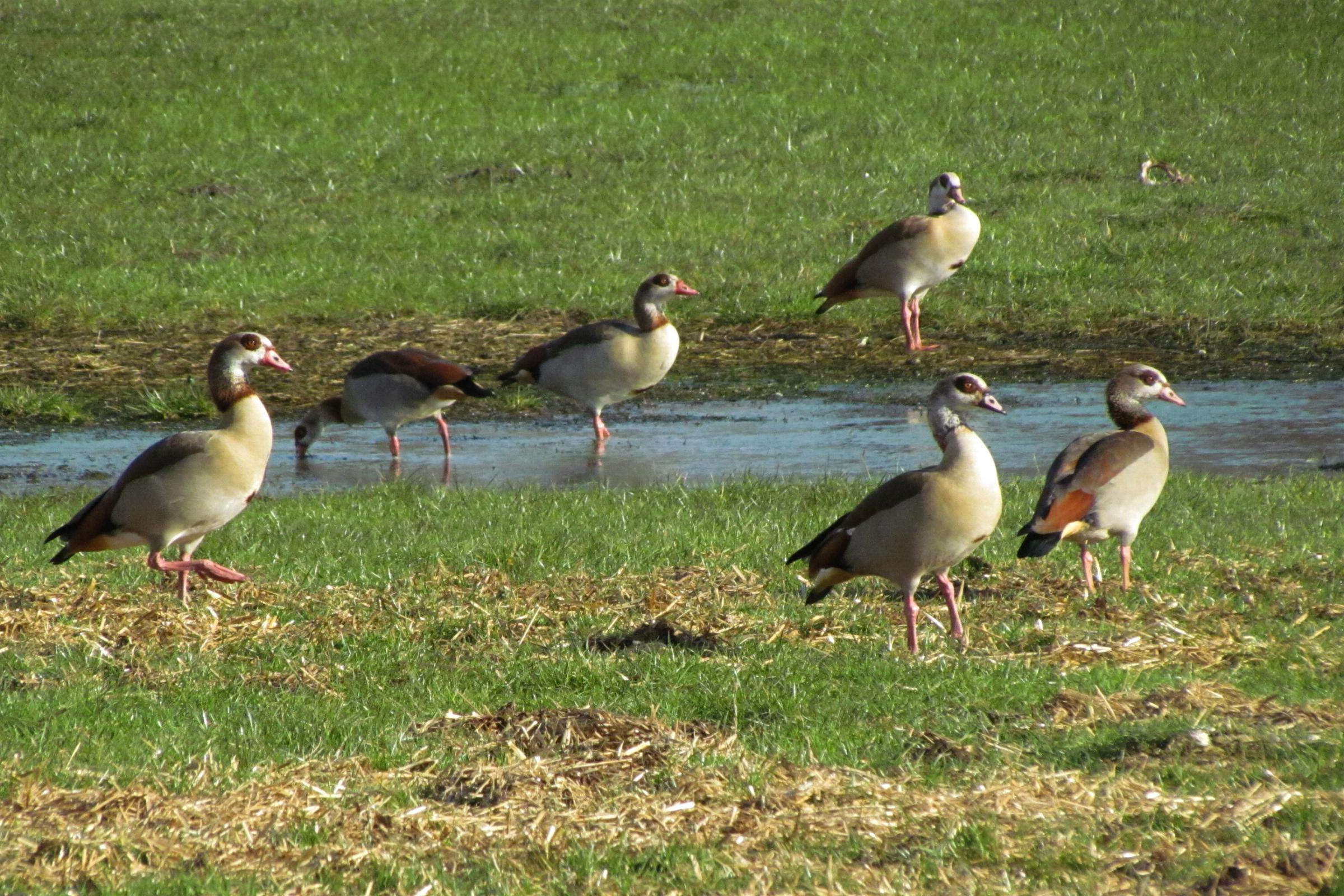
Auf der Durchreise

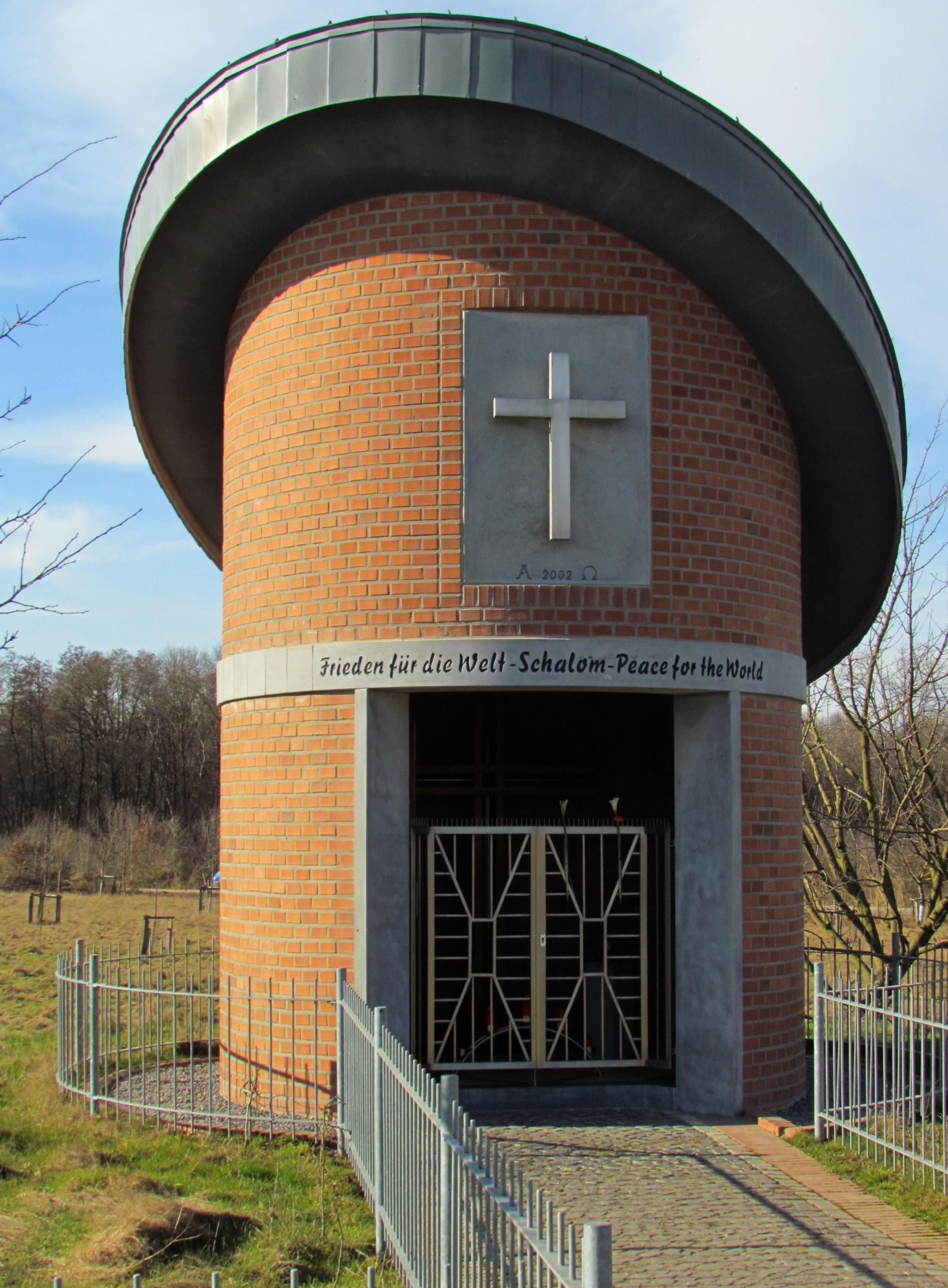
Friedenskapelle

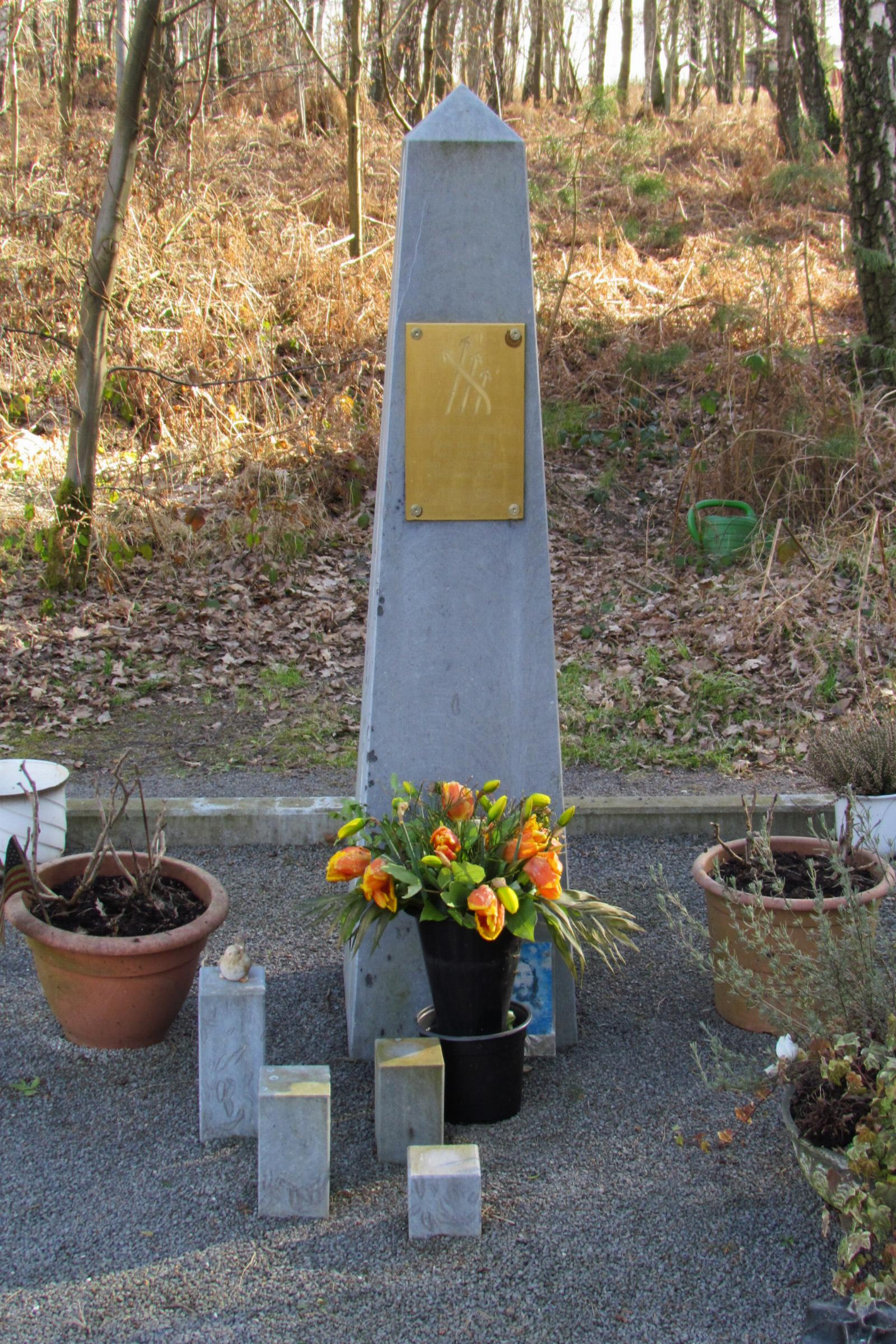
Gedenkstein, im Januar 1999 stürzte ein amerikanisches Tankflugzeug vom Typ Boeing KC-135E der Washington Air National Guard unmittelbar hinter der Landebahn bei einem Durchstartversuch ab. Alle vier Insassen kamen ums Leben.

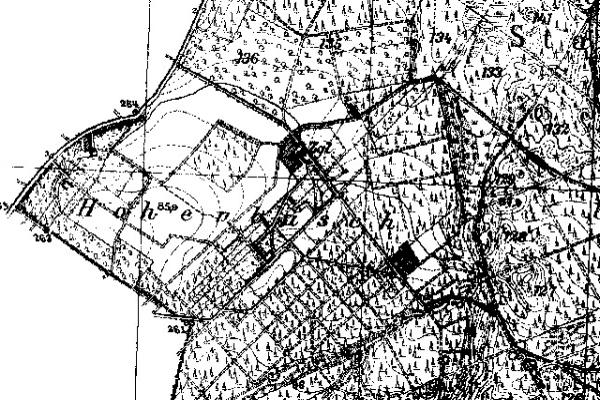
Hohenbusch auf der Neuaufnahme von 1912

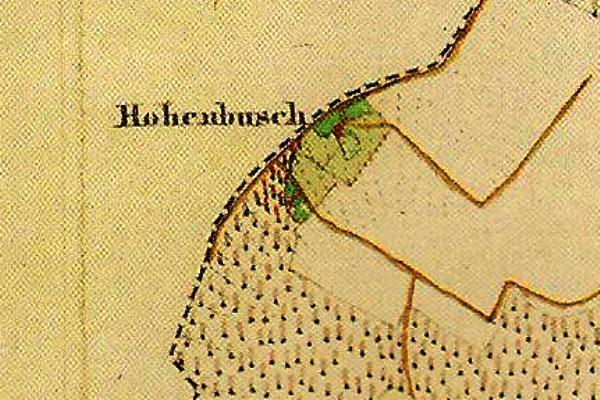
Hohenbusch auf der Urkatasterkarte von 1846

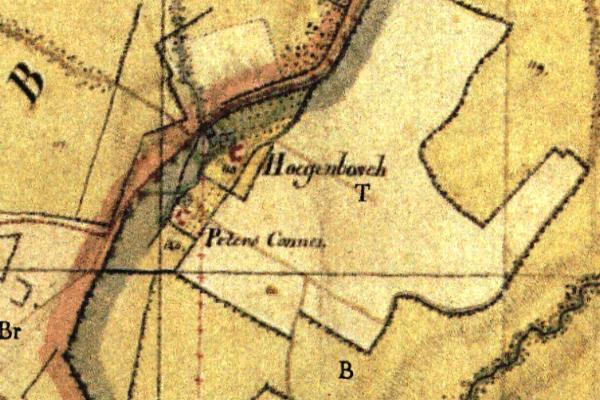
Hohenbusch auf der Tranchotkarte 1803–1820

Hohenbusch ist ein Ortsteil der Gemeinde Gangelt im Kreis Heinsberg in Nordrhein-Westfalen.

## Geographie

### Lage
Hohenbusch liegt circa vier Kilometer südöstlich von Gangelt an der Landesstraße 247. In unmittelbarer Nähe sind die Naturschutzgebiete Rodebachtal–Niederbusch nördlich und Teverener Heide südlich anzutreffen. Ebenso reicht die Start- und Landebahn der NATO-Air Base Geilenkirchen bis in das Gebiet Hohenbusch.

### Gewässer
Bei Starkregen und bei Schneeschmelze fließt das Oberflächenwasser aus den Bereich Hohenbusch in den Krümelbach (GEWKZ 28182214),  dann in den Rodebach und weiter  in die Maas. Der Krümelbach hat eine Länge von 2,032 km bei einem Gesamteinzugsgebiet von 11,283 km².

### Nachbarorte
| Onderbanken (NL) | Niederbusch                                 | Gillrath   |
| Brunssum (NL)    | Kompassrose, die auf Nachbargemeinden zeigt | Neuteveren |
|                  | Landgraaf (NL)                              | Grotenrath |

### Siedlungsform
Hohenbusch besteht aus zwei größeren Gehöften am Rand der Teverener Heide.

## Geschichte

### Ortsname
- 1499 Hoynbuysche
- 1590 Höenbusch
- 1662 Honbusch
- 1820 Hoegenbosch
- 1846 Hohenbusch

### Ortsgeschichte
Hohenbusch gehörte früher zum Jülicher Amt Millen. Der Ortsname geht auf eine Flurbezeichnung zurück. Hohenbusch gehörte zum Gericht und ursprünglich zur Pfarre Gangelt. Im 19. Jahrhundert bestand in Hohenbusch (bis 1914) eine Töpferei, die auf eine möglicherweise mittelalterliche Tradition zurückgeht.
Hohenbusch hatte 1828 insgesamt 15 Einwohner, 1852 waren es 17 Einwohner. Hohenbusch bildete mit den Orten Gangelt, Kievelberg, Kreuzrath, Mindergangelt, Niederbusch, Vinteln und Stahe die Gemeinde Gangelt. Mit dem Gesetz zur Neugliederung von Gemeinden des Selfkantkreises Geilenkirchen-Heinsberg vom 24. Juni 1969 konnte Hohenbusch zum 1. Juli 1969 in der Gemeinde Gangelt verbleiben.

### Kirchengeschichte
Die Pfarre Hl. Dreifaltigkeit setzt sich aus den Orten Stahe, Niederbusch und Hohenbusch mit dem Katharinenhof zusammen. Die Bevölkerung besteht zum größten Teil aus Katholiken.
Stahe gehörte ursprünglich mit Niederstahe zur Pfarre Gangelt und Oberstahe zur Pfarre Gillrath. 1910 stifteten die Eheleute Johann Hochhausen und Agnes Linnards ein Baugrundstück für eine Kirche und ein Pfarrhaus in Niederstahe. Am letzten Sonntag vor Beginn des Ersten Weltkrieges konnte das Gotteshaus bezogen werden. Am 1. Juli 1927 wurde Stahe selbstständiges Rektorat mit eigener Vermögensverwaltung. Oberstahe kam von der Pfarre Gillrath zum neuen Rektorat. Am 14. Juni 1970 war die Pfarrerhebung.
Im Zuge der Pfarrgemeindereformen im Bistum Aachen wurde die Pfarre Hl. Dreifaltigkeit in die Weggemeinschaft der katholischen Pfarrgemeinden Gangelt eingegliedert.

## Politik
Gemäß § 3 (1) d) der Hauptsatzung der Gemeinde Gangelt bilden die Orte Stahe, Niederbusch und Hohenbusch ein Gemeindebezirk. Der wird durch einen Ortsvorsteher im Gemeinderat der Gemeinde Gangelt vertreten. Ortsvorsteher des Gemeindebezirks ist Josef Rütten. (Stand 2013)

## Infrastruktur
Die Dörfer Stahe, Niederbusch und Hohenbusch bilden eine Dreidörfergemeinschaft und nutzen die Strukturen und das Vereinswesen gemeinschaftlich.
- Im Februar 2013 lebten in Hohenbusch 39 Personen.
- Es existiert ein landwirtschaftlicher Betrieb mit Tierhaltung, ein Gehöft mit einem Café.
- Das Gebiet wird auch zum Abbau von Sand, Kies und Ton genutzt.
- Ein Sportplatz in Stahe und Tennisplätze in Niederbusch stehen zur Verfügung.
- Der Ort hat Anschluss an das Radverkehrsnetz NRW.

## Schulwesen
- Volksschule Stahe, 1925: 3 Klassen, 3 Stufen, 2 Lehrerstellen 126 Kinder
- Volksschule Stahe, 1965: 4 Klassen, 4 Lehrerstellen, 132 Kinder

## Sehenswürdigkeiten
- Katholische Pfarrkirche Hl. Dreifaltigkeit als Denkmal Nr. 54
- Buntverglasung in der katholischen Pfarrkirche[9]
- Friedenkapelle

## Vereine
- Dorfverein Stahe-Niederbusch-Hohenbusch
- Freiwillige Feuerwehr Gangelt, Löscheinheit Stahe-Niederbusch zuständig auch für Hohenbusch
- St. Josef Bruderschaft Stahe-Niederbusch-Hohenbusch e. V.
- Trommler- und Pfeifercorps Stahe-Niederbusch e. V.
- Instrumentalverein Stahe-Niederbusch e. V.
- Reit- und Fahrverein Rodebachtal und Umgebung e. V.
- Chorgemeinschaft Gangelt und Stahe e. V.
- Fußball-Club FC Concordia Stahe-Niederbusch e. V.
- Katholische Frauengemeinschaft Stahe-Niederbusch e. V.
- Tennisclub TAC Stahe-Niederbusch e. V.
- Taubenverein Stahe e. V.
- Sozialverband VdK Deutschland Ortsverband Gillrath betreut Hohenbusch

## Regelmäßige Veranstaltungen
- Vogelschuss der Bruderschaft
- Patronatsfest und Kirmes in Stahe
- St. Martin-Umzug in Niederbusch

## Verkehr
Autobahnanbindung
| BAB  | Streckenabschnitt        | Anschlussstelle | Entfernung |
| ---- | ------------------------ | --------------- | ---------- |
| A 46 | Heinsberg – Düsseldorf   | AS Heinsberg    | 10 km      |
| A 44 | Aachen – Mönchengladbach | AS Aldenhoven   | 25 km      |
| A 4  | Aachen – Köln            | AS Weisweiler   | 35 km      |

Bahnanbindung
Ab Bahnhof Geilenkirchen (ca. 10 km Entfernung)
| Linie | Linienbezeichnung | Linienverlauf                              |
| ----- | ----------------- | ------------------------------------------ |
| RE 4  | Wupper-Express    | Aachen–Mönchengladbach–Düsseldorf–Dortmund |
| RB 33 | Rhein-Niers-Bahn  | Aachen–Mönchengladbach–Krefeld–Duisburg    |

## Straßennamen
In Hohenbusch gibt es keine Straßenbezeichnungen, sondern nur Hausnummern nach denen sich Einwohner, Postboten, Lieferanten und Besucher orientieren müssen.